# Scriptol (linguagem de programação)
Scriptol é uma linguagem de programação de propósito geral, orientada ao objeto que pode ser usada para criar scripts, aplicativos e páginas na Web.
Seus defensores louvam a clareza de sua sintaxe. Por exemplo, o programa
```
print "Hello World!"
```

imprime na tela a cadeia de caracteres "Hello world!"

## História
Scriptol foi projetado em 2001 como um front-end para PHP 4.0, uma linguagem que foi pré-instalado em todos os sites de hospedagem. Ele trouxe muitos benefícios que o PHP não tinha, como classes e um para cada loop em arrays, tipo de verificação em tempo de compilação.
O que Scriptol era para PHP é o que linguagens como Dart e TypeScript são para a linguagem JavaScript em 2015.
Um compilador Scriptol-PHP foi adicionado em 2001 porque gerar binários executáveis a partir dos mesmos scripts poderia ser agradável.
Mais tarde, também foi escrito um intérprete Scriptol.

## Scriptol 2
Em 2015, os intérpretes estão totalmente sobrecarregados: são lentos e uma impressionante biblioteca de funções seria escrita para torná-los realmente úteis. Uma abordagem melhor é compilar a linguagem para o bytecode LLVM ou .NET ou Java. O uso é semelhante e o problema das funções é resolvido.
Mas mais interessante novamente é a compilação para JavaScript ou Asm.js. Recebemos uma velocidade de execução próxima da de programas nativos que funcionam com o benefício de rodar em navegadores ou servidores e em todos os sistemas operacionais. Novamente a biblioteca já está disponível.
Em 2014, eu fiz um compilador Scriptol JavaScript. Ele não só fornece uma portabilidade ilimitada para seus programas, mas também permite desenvolver novas formas de programação: reativa, orientada a objetivos, que torná-lo ainda mais fácil de usar.
Esta é uma nova versão da linguagem, parcialmente compatível, mais adaptada ao novo backend. Veja o Scriptol 2014 e Scriptol 2001 .
Somente os compiladores em JavaScript e PHP suportam esta nova versão.
O livro on-line se para a versão 2001 e, portanto, para Scriptol C ++, o Scriptol 1 manual também.
O manual da versão 2 é a referência atual.

## Implementações
Scriptol possui diversas implementações. Entre elas estão:
- «www.scriptol.com» (em inglês). -- A implementação disponível para várias plataformas.
- «www.scriptol.net» (em inglês). -- Uma implementação que traduz Scriptol para PHP.